# لاري سيلفر
لاري سيلفر (بالإنجليزية: Larry Silver)‏ هو مصور ورسام وفنان أمريكي، ولد في 1934 في ذا برونكس في الولايات المتحدة.